# Alchiero da Vimercate
Alchiero da Vimercate o Alcherio (Vimercate, XII secolo – XII secolo) è stato un militare italiano. Membro della famiglia nobile Vimercati.
Nel 1158 si schierò contro Federico Barbarossa a Cassano d'Adda, costringendolo alla ritirata.
Padre di Pinamonte da Vimercate.